# Wichard Joachim Heinrich von Möllendorf

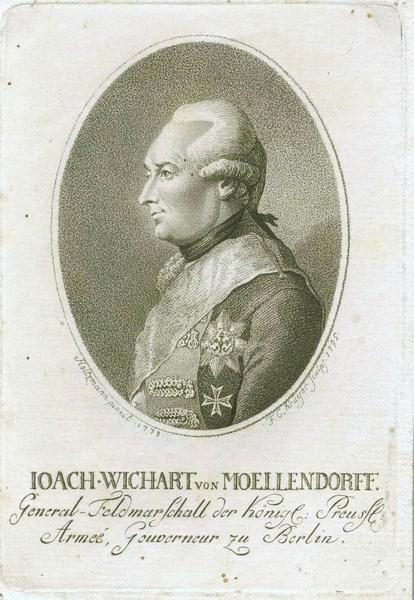
Wichard Joachim Heinrich von Möllendorf.

Wichard Joachim Heinrich von Möllendorf (7 de enero de 1724 - 28 de enero de 1816) fue un mariscal de campo (Generalfeldmarschall) del Reino de Prusia.

## Biografía
Möllendorf nació en Lindenberg (Prignitz), ahora una parte de Wittenberge, en el Margraviato de Brandeburgo. Empezó su carrera como page del rey Federico el Grande en 1740. El estallido de las Guerras de Silesia le dio la primera oportunidad para experimentar el servicio activo, y al final de la segunda de dichas guerras lo veían como capitán, promovido por valentía en Soor (1746).
En la Guerra de los Siete Años, con su brillante conducta en el cementerio de Leuthen y en Hochkirch alcanzó su madurez. En 1760 sus esfuerzos denodados permitieron recuperar la casa perdida batalla de Torgau, y el último suceso del rey Federico el Grande fue logrado por las brigadas del Príncipe Wied y Möllendorf (ahora mayor-general) en las alturas de Burkersdorf. Möllendorf fue capturado por los austríacos, pero fue liberado en 1761, y fue hecho general un año después. Recibió la Orden al Mérito por sus esfuerzos denodados.
Diecisiete años más tarde, como teniente-general, ganó en Brix uno de los pocos sucesos de la Guerra de Sucesión Bávara (o guerra de la patata). En los años de paz Möllendorf ocupó considerables puestos, siendo hecho gobernador de Berlín en 1783. Promovido a general de infantería en 1787, y general mariscal de campo en 1793, ese mismo año comandó las tropas que pusieron en efecto la segunda partición de Polonia. Comandó el ejército prusiano en el Rin en 1794.
En la desastrosa Batalla de Jena-Auerstedt (1806) Möllendorf jugó una parte considerable, aunque realmente no comandó ningún cuerpo. Estuvo presente con el rey Federico Guillermo III en Auerstedt. Fue herido, y cayó en manos de los franceses, en la debacle que prosiguió. Más tarde fue liberado, y Napoleón le concedió la gran cruz de la Legión de Honor.
Pasó el resto de su vida retirado. Murió en 1816 en Potsdam.